# Cal Sastre (Manlleu)
Cal Sastre és una casa plurifamiliar a Dalt Vila, nucli antic de Manlleu (Osona) inclosa en l'Inventari del Patrimoni Arquitectònic de Catalunya. Cal Sastre va ser reformat per Ignasi Mas (conegut popularment com a "Nasi Paleta"), autor de moltes construccions de l'època a Manlleu. La reforma respectà part de l'antiga construcció del segle xviii, com les finestres que apareixen datades. A la llinda de la porta hi figura la data 1735, segurament de la casa anterior, que fou substituïda per l'actual.
Consta de planta baixa, dos pisos i unes galeries a la part superior. La planta baixa està destinada actualment al comerç. Els murs exteriors dels pisos presenten relleus d'estuc amb formes més o menys geomètriques. Al primer pis hi ha un balcó, i al segon dos de més petites dimensions. Al costat d'aquests, hi ha finestres procedents d'una construcció anterior, datades al segle xviii. A les golfes s'hi obre una porxada en arcs rebaixats partits per un pilar: ambdós elements estan revestits exteriorment de mosaics ceràmics de colors i són resseguits a la part baixa per una barbacana també ornamentada.